# Stipa rigidiseta
Stipa rigidiseta är en gräsart som först beskrevs av Pilg., och fick sitt nu gällande namn av Albert Spear Hitchcock. Stipa rigidiseta ingår i släktet fjädergrässläktet, och familjen gräs. Inga underarter finns listade i Catalogue of Life.